# Miltochrista ocellata
Miltochrista ocellata là một loài bướm đêm thuộc phân họ Arctiinae, họ Erebidae.